# Florestina
Florestina é um género botânico pertencente à família Asteraceae.
Compreende 10 espécies descritas e só 8 aceites.

## Taxonomia
O género foi descrito por  Alexandre Henri Gabriel de Cassini e publicado em Bull. Sci. Soc. Philom. Paris 1817: 11. 1817.
A espécie-tipo é Florestina pedata (Cav.) Cass.

## Espécies aceites
De seguida listam-se as espécies do género que são dadas como aceites à data de Junho de 2012, ordenadas alfabeticamente. 
- Florestina latifolia (DC.) Rydb.
- Florestina liebmannii Sch.Bip. ex Greenm.
- Florestina lobata B.L.Turner
- Florestina pedata (Cav.) Cass.
- Florestina platyphylla (B.L.Rob. & Greenm.) B.L.Rob. & Greenm.
- Florestina purpurea (Brandegee) Rydb.
- Florestina simplicifolia B.L.Turner
- Florestina tripteris DC.